# Sanya Richards-Ross
Sanya Richards-Ross (Kingston, 26 februari 1985) is een van origine Jamaicaanse atlete, die sinds 2002 voor de Verenigde Staten uitkomt. Zij is gespecialiseerd in de 400 m, in welke discipline ze olympisch en wereldkampioene werd. Verder werd ze op de 4 x 400 m estafette driemaal olympisch kampioene en viermaal wereldkampioene.

## Biografie

### Jeugd
Richards verhuisde op twaalfjarige leeftijd met haar ouders van Jamaica naar de Verenigde Staten en kreeg in mei 2002 de Amerikaanse nationaliteit. Ze studeerde in 2006 af aan de universiteit van Texas met een graad in management informatiesystemen. Haar eerste succes behaalde ze in 2002 door op de wereldkampioenschappen voor junioren in Kingston zilver te winnen op de 400 m en brons op de 200 m.

### Olympisch goud gewonnen, verloren en weer teruggekregen
In 2004 nam Sanya Richards deel aan de Olympische Spelen van Athene. Hier won ze een gouden medaille op de 4 x 400 m estafette met haar teamgenotes DeeDee Trotter, Monique Henderson en Monique Hennagan. Op dit nummer veroverde ze trouwens al eerder goud op de wereldkampioenschappen van 2003 in Parijs.
In 2010 gaf Crystal Cox, lid van het Amerikaans olympische estafetteteam tijdens de kwalificatie voor de Spelen van 2004, toe doping te hebben gebruikt. Als gevolg daarvan werd met terugwerkende kracht het Amerikaanse team gediskwalificeerd en schoven de medailles door, waardoor de Russische ploeg tot olympisch kampioen werd gepromoveerd.
Op 31 mei 2013 werd echter op deze diskwalificatie teruggekomen. Op die dag besloten het IOC en de IAAF namelijk gezamenlijk, dat het Amerikaanse estafetteteam de in Athene veroverde gouden medaille toch mocht houden. Ploeggenote Crystal Cox, die haar medaille na haar bekentenis had moeten inleveren, kreeg hem echter niet terug.

### Nieuwe successen
In 2005 won Richards op de WK een zilveren medaille op de 400 m. Ze werd op dit nummer tevens driemaal Amerikaans kampioene (in 2003, 2005 en 2006).
In 2006 won ze samen met Jeremy Wariner (400 m) en Asafa Powell (100 m) zes van de zes Golden League wedstrijden op de (100 m) en verdiende hiermee 250.000 dollar. Ze bracht eind 2006 het Amerikaanse record van Valerie Brisco-Hooks omlaag van 48,83 s naar 48,70. Als gevolg van haar ijzersterke jaar werd ze door de IAAF uitgeroepen tot atlete van het jaar.
In 2007 won ze goud op de 4 x 400 m estafette tijdens het WK in Osaka. Ook won ze voor de derde keer de wereldatletiekfinale op de 400 m.

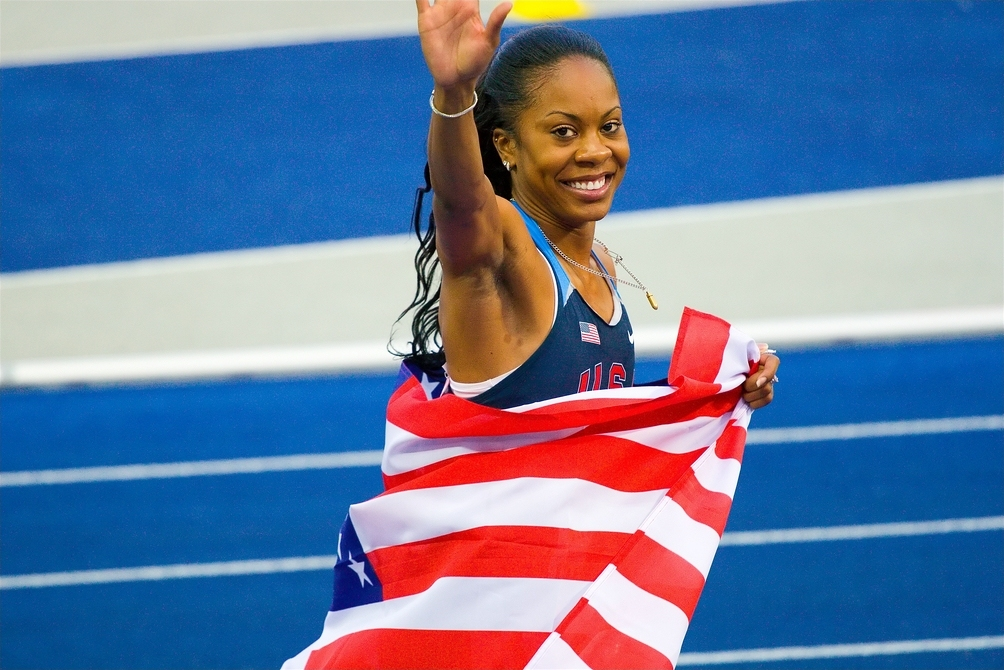
Sanya Richards-Ross viert haar overwinning op de WK van 2009 in Berlijn.

### Opnieuw olympisch goud
Tijdens de Olympische Spelen van Peking veroverde ze weer het goud op de 4 x 400 m estafette en deze keer werd dit haar niet afgenomen. Ook won ze haar eerste individuele medaille op de Olympische Spelen, een bronzen medaille op de 400 m. Ook in 2008 lukte het haar wederom de wereldatletiekfinale op de 400 m te winnen.
Op de WK van 2009 in Berlijn toonde ze opnieuw blijk van haar kunnen door wereldkampioene te worden op de 400 m. Met een tijd van 49,00 versloeg ze de Jamaicaanse Shericka Williams (zilver; 49,32) en de Russische Antonina Krivosjapka (brons; 49,71). In 2009 won ze al de Golden League wedstrijden. Samen met Kenenisa Bekele en Jelena Isinbajeva deelde ze de jackpot van 1 miljoen dollar. Ze kregen elk zo'n €233.000.

### Huwelijk en blessure in 2010, revanche in 2011
In 2010, op de dag van haar 25-ste verjaardag, huwde Sanya Richards met Americanfootballspeler Aaron Ross. Op sportief gebied werd het echter niet het meest gelukkige jaar van haar atletiekloopbaan. Door een blessure moest zij haar atletiekactiviteiten dat jaar voortijdig beëindigen.
In 2011 bewees ze echter weer terug te zijn op haar oude niveau door voorafgaand aan de WK in Daegu op de 400 m 49,66 voor zich te laten optekenen. In de 400 meterfinale in Daegu kon zij met haar zevende plaats dat niveau weliswaar nog niet waarmaken, maar haar revanche pakte zij op de 4 x 400 meter estafette, waarop het Amerikaanse team met Sanya Richrds-Ross in de gelederen in 3.18,09 naar de overwinning snelde, haar vierde wereldtitel op dit onderdeel.
Op de Olympische Spelen van 2012 in Londen nam ze deel aan de 200, 400 m en de 4 x 400 m estafette. Op de 200 m behaalde ze de finale waar ze vijfde werd in 22,39. Op de 400 m en de 4 x 400 m estafette won ze goud in respectievelijk 49,55 en 3.16,87.
Naast atlete is Sanya Richards een getalenteerd zangeres en danseres en treedt ze regelmatig voor familie en vrienden op.

## Titels
- Olympisch kampioene 400 m - 2012
- Olympisch kampioene 4 x 400 m - 2004, 2008, 2012
- Wereldkampioene 400 m - 2009
- Wereldkampioene 4 x 400 m - 2003, 2007, 2009, 2011
- Wereldindoorkampioene 400 m - 2012
- Amerikaans kampioene 400 m - 2003, 2005, 2006, 2008, 2009, 2012
- Amerikaans indoorkampioene 400 m - 2006, 2012
- NCAA-kampioene 400 m - 2003
- NCAA-indoorkampioene 400 m - 2004

## Persoonlijke records
Outdoor
| Onderdeel | Tijd                | Datum             | Plaats   |
| --------- | ------------------- | ----------------- | -------- |
| 100 m     | 10,97 s             | 28 september 2007 | Shanghai |
| 200 m     | 22,09 s             | 9 juni 2012       | New York |
| 400 m     | 48,70 s (ex-AR; NR) | 16 september 2006 | Athene   |

Indoor
| Onderdeel | Prestatie | Datum            | Plaats       |
| --------- | --------- | ---------------- | ------------ |
| 60 m      | 7,21 s    | 28 februari 2004 | Lincoln      |
| 200 m     | 22,49 s   | 12 maart 2004    | Fayetteville |
| 400 m     | 50,71 s   | 26 februari 2012 | Albuquerque  |

## Palmares

### 200 m
- 2002:  WJK - 23,09 s
- 2006:  Wereldatletiekfinale - 22,17 s
- 2006:  Wereldbeker - 22,23 s
- 2007: 5e WK - 22,70 s
- 2008:  Wereldatletiekfinale - 22,50 s
- 2009:  Wereldatletiekfinale - 22,29 s
- 2012: 5e OS - 22,39 s

### 400 m
- 2002:  WJK - 51,49 s
- 2003:  Amerikaanse kamp. - 51,01 s
- 2003: 4e in ½ fin. WK - 51,32 s
- 2004: 6e OS - 50,19 s`
- 2005:  Amerikaanse kamp. - 49,28 s
- 2005:  WK - 49,74 s
- 2005:  Wereldatletiekfinale - 49,52 s
- 2006:  Amerikaanse kamp. - 49,27 s
- 2006:  Wereldatletiekfinale - 49,25 s
- 2006:  Wereldbeker - 48,70 s
- 2006: 4e in ½ fin. WK indoor - 52,46 s
- 2007:  Wereldatletiekfinale - 49,27 s
- 2008:  Amerikaanse kamp. - 49,89 s
- 2008:  OS - 49,93 s
- 2008:  Wereldatletiekfinale - 50,41 s
- 2009:  Amerikaanse kamp. - 50,05 s
- 2009:  WK - 49,00 s
- 2011: 7e WK - 51,32 s (in ½ fin. 50,66 s)
- 2012:  Amerikaanse indoorkamp. - 50,71 s
- 2012:  WK indoor - 50,79 s
- 2012:  Amerikaanse kamp. - 49,28 s
- 2012:  OS - 49,55 s
- 2014:  Amerikaanse kamp. - 49,66 s

### 4 x 400 m
- 2003:  WK - 3.22,63
- 2004:  OS - 3.19,01
- 2007:  WK - 3.18,55
- 2008:  OS - 3.18,54
- 2009:  WK - 3.17,83
- 2011:  WK - 3.18,09
- 2012:  OS - 3.16,87
- 2015:  WK - 3.19,44

### Golden League-overwinningen
- 2005: 400 m Golden Gala – 49,82 s
- 2005: 400 m Weltklasse Zürich – 48,92 s
- 2006: 400 m Bislett Games – 49,82 s
- 2006: 400 m Meeting Gaz de France – 49,73 s
- 2006: 400 m Golden Gala – 49,31 s
- 2006: 400 m Weltklasse Zürich – 50,18 s
- 2006: 400 m Memorial Van Damme – 50,02 s
- 2006: 400 m ISTAF – 49,81 s
- 2007: 400 m Bislett Games – 50,26 s
- 2007: 400 m Meeting Gaz de France – 49,52 s
- 2007: 400 m Golden Gala – 49,77 s
- 2007: 400 m Weltklasse Zürich – 49,36 s
- 2007: 400 m Memorial Van Damme – 49,29 s
- 2007: 400 m ISTAF – 49,27 s
- 2008: 200 m Meeting Gaz de France – 22,56 s
- 2008: 400 m Weltklasse Zürich – 49,74 s
- 2009: 400 m ISTAF – 49,57 s
- 2009: 400 m Bislett Games – 49,23 s
- 2009: 400 m Meeting Areva – 49,34 s
- 2009: 400 m Weltklasse Zürich – 48,94 s
- 2009: 400 m Memorial Van Damme – 48,83 s

### Diamond League-overwinningen
- 2011: 400 m Aviva London Grand Prix – 49,66 s
- 2012: 400 m Prefontaine Classic – 49,39 s
- 2012: 200 m Adidas Grand Prix – 22,09 s
- 2012: 400 m DN Galan - 49,89 s
- 2012: 400 m Weltklasse Zürich – 50,21 s
- 2014: 400 m Meeting Areva – 50,10 s

## Onderscheidingen
- IAAF-atlete van het jaar - 2006, 2009
- Amerikaans atlete van het jaar - 2009
- Jesse Owens Award - 2006, 2009
- Amerikaans jeugdatlete van het jaar - 2002
- Amerikaans High School atlete van het jaar - 2002

1964: Betty Cuthbert ·
1968: Colette Besson ·
1972: Monika Zehrt ·
1976: Irena Szewińska ·
1980: Marita Koch ·
1984: Valerie Brisco-Hooks ·
1988: Olga Bryzgina ·
1992: Marie-José Pérec ·
1996: Marie-José Pérec ·
2000: Cathy Freeman ·
2004: Tonique Williams-Darling ·
2008: Christine Ohuruogu ·
2012: Sanya Richards-Ross ·
2016: Shaunae Miller ·
2020: Shaunae Miller ·
2024: Marileidy Paulino
1972: Käsling, Kühne, Seidler, Zehrt ·
1976: Maletzki, Rohde, Streidt, Brehmer ·
1980: Prorotsjenko, Gojsjtsjik, Zjoeskova, Nazarova ·
1984: Leatherwood, Howard, Brisco-Hooks, Cheeseborough ·
1988: Ledovskaja, Nazarova, Pinigina, Bryzgina ·
1992: Roezina, Dzjigalova, Nazarova, Bryzgina ·
1996: Stevens, Malone, Graham, Miles ·
2000: Miles Clark, Hennagan, Colander, Anderson ·
2004: Trotter, Henderson, Richards, Hennagan ·
2008: Wineberg, Felix, Henderson, Richards ·
2012: Trotter, Felix, McCorory, Richards-Ross ·
2016: Okolo, Hastings, Francis, Felix ·
2020: McLaughlin, Felix, Muhammad, Mu ·
2024: Little, McLaughlin-Levrone, Thomas, Holmes
1983 Jarmila Kratochvílová ·
1987 Olga Bryzgina ·
1991 Marie-José Pérec ·
1993 Jearl Miles-Clark ·
1995 Marie-José Pérec ·
1997 Cathy Freeman ·
1999 Cathy Freeman ·
2001 Amy Mbacke Thiam ·
2003 Ana Guevara ·
2005 Tonique Williams-Darling ·
2007 Christine Ohuruogu ·
2009 Sanya Richards ·
2011 Amantle Montsho ·
2013 Christine Ohuruogu ·
2015 Allyson Felix ·
2017 Phyllis Francis ·
2019 Salwa Eid Naser ·
2022 Shaunae Miller-Uibo ·
2023 Marileidy Paulino
1983: Walther, Busch, Koch, Rübsam ·
1987: Neubauer, Emmelmann, Schersing, Busch ·
1991: Ledovskaja, Dzjigalova, Nazarova, Bryzgina ·
1993: Torrence, Malone-Wallace, Kaiser-Brown, Miles-Clark ·
1995: Graham, Stevens, Jones, Miles-Clark ·
1997: Feller, Rohländer, Rücker, Breuer ·
1999: Tsjebykina, Gontsjarenko, Kotljarova, Nazarova ·
2001: Richards, Scott, Parris, Fenton ·
2003: Barber, Washington, Richards, Miles-Clark ·
2005: Petsjonkina, Krasnomovets, Antjoech, Pospelova ·
2007: Trotter, Felix, Wineberg, Richards ·
2009: Dunn, Felix, Demus, Richards ·
2011: Richards-Ross, Felix, Beard, McCorory ·
2013: Goesjtsjina, Firova, Ryzjova, Krivosjapka ·
2015: Day, Jackson, McPherson, Williams-Mills ·
2017: Hayes, Felix, Wimbley, Francis ·
2019: Francis, McLaughlin, Muhammad, Jonathas ·
2022: Diggs, Steiner, Wilson, McLaughlin ·
2023: Saalberg, Klaver, Peeters, Bol